# Rimsko-partska vojna 58–63
Rimsko-partska vojna 58–63 ali vojna za armensko nasledstvo je potekala med Rimskim cesarstvom in Partskim cesarstvom za nadzor nad Armenijo, vitalno tamponsko državo med obema kraljestvoma. Armenija je bila rimska odvisna država že od časov cesarja Avgusta, vendar so leta 52/53 Parti uspeli postaviti svojega kandidata, Tiridata, na armenski prestol.
Ti dogodki so sovpadali z Neronovim prihodom na cesarski prestol v Rimu in mladi cesar se je odločil odločno reagirati. Vojna, ki je bila edina večja tuja kampanja njegove vladavine, se je začela s hitrim uspehom rimskih sil, ki jih je vodil sposobni general Gnej Domicij Korbulo. Premagali so sile, zveste Tiridatu, postavili svojega kandidata, Tigrana VI., na armenski prestol in zapustili državo. Rimljanom je pomagalo dejstvo, da je bil partski kralj Vologas I. vpleten v zatiranje vrste uporov v provinci Hirkaniji. Takoj, ko so bili ti rešeni, pa so Parti svojo pozornost usmerili na Armenijo in po nekaj letih nedokončanih kampanj zadali Rimljanom hud poraz v bitki pri Randeji.
Konflikt se je kmalu zatem končal z učinkovitim patom in formalnim kompromisom: partski princ iz Arsakidske dinastije linije bo odslej sedel na armenskem prestolu, vendar je moral njegovo nominacijo odobriti rimski cesar. Ta konflikt je bil prvi neposredni spopad med Partijo in Rimljani po Krasovi katastrofalni odpravi in Mark Antonijevih kampanjah stoletje prej in bo prvi v dolgi vrsti vojn med Rimom in iranskimi silami za Armenijo (glej Rimsko partske vojne in Rimsko sasanidske vojne).

## Ozadje
Že odkar sta se šireča Rimska republika in Partsko cesarstvo srečala sredi 1. stoletja pr. n. št., je med obema velikima silama Bližnjega vzhoda obstajalo trenje glede nadzora nad različnimi državami, ki so ležale med njima. Največja in najpomembnejša med njimi je bilo Armensko kraljestvo. Leta 20 pr. n. št. je cesarju Avgustu uspelo vzpostaviti rimski protektorat nad državo, ko je bil Tigran III. Armenski ustoličen kot kralj Armenije. Rimski vpliv je bil zagotovljen prek vrste rimsko podprtih kraljev do leta 37 n. št., ko je prestol zasedel partsko podprt kandidat, Orodes Armenski, sin partskega kralja Artabana III.. Rimsko podprti kralj Mitridat Armenski, je ponovno pridobil svoj prestol s podporo cesarja cesarja Klavdija leta 42 n. št., vendar ga je leta 51 n. št. odstavil njegov nečak Rhadamistus iz Kavkaške Iberije. Njegova vladavina je hitro postala nepriljubljena, kar je novo okronanemu kralju Vologasu I. Partskemu dalo priložnost za posredovanje. Njegove sile so hitro zavzele dve prestolnici Armenije, Artaksata in Tigranocerto in postavile njegovega mlajšega brata Tiridata na prestol. Nastop hude zime in izbruh epidemije sta prisilila partske sile k umiku, kar je Rhadamistu omogočilo, da ponovno prevzame nadzor nad državo. Njegovo vedenje do podložnikov pa je bilo še slabše kot prej in uprli so se mu. Tako je leta 54 n. št. Rhadamist pobegnil na dvor svojega očeta v Iberijo, Tiridat pa se je ponovno uveljavil v Armeniji.
Istega leta je v Rimu umrl cesar Klavdij, nasledil pa ga je njegov pastorek Neron. Partski vdor na območje, ki je veljalo za rimsko vplivno območje, je skrbelo rimsko vodstvo in je bilo splošno razumljeno kot velik preizkus sposobnosti novega cesarja. Neron se je odzval odločno in za vrhovnega poveljnika na Vzhodu imenoval Gneja Domicija Korbulona, generala, ki se je odlikoval v provinci Spodnji Germaniji in je zdaj služil kot guverner province Azije.

## Diplomatski manevri in priprave
Korbulon je dobil nadzor nad dvema provincama, Kapadokijo in Galatijo (današnja osrednja Turčija), s propraetorsko in kasneje prokonzularno avtoriteto ali imperium. Čeprav je Galatija veljala za dobro naborniško območje in je imela Kapadokija nekaj enot rimskih pomožnih enot, je večina njegove vojske prišla iz Sirije, kjer je bila polovica garnizije štirih rimskih legij in več enot pomožnih enot premeščena pod njegovo poveljstvo.
Sprva so Rimljani upali, da bodo situacijo rešili z diplomatskimi sredstvi: Korbulon in Umidij Kvadratus, guverner Sirije, sta oba poslala odposlance k Vologasu I. predlagajoč, naj preda talce, kot je bilo običajno med pogajanji, da bi zagotovili dobro vero. Vologas, ki je bil sam zaposlen z uporom svojega sina Vardana II. Partskega, zaradi česar je moral umakniti svoje čete iz Armenije, se je zlahka strinjal. Sledilo je obdobje neaktivnosti, medtem ko je armensko vprašanje ostalo v zraku. Korbulon je to zatišje izkoristil za ponovno vzpostavitev discipline in bojne pripravljenosti svojih čet, ki sta se zmanjšali v mirnih garnizijah na Vzhodu. Po Tacitu je Korbulon odpustil vse, ki so bili stari ali bolni, celotno vojsko je imel pod šotori v ostrih zimah Anatolske planote, da bi jih aklimatiziral na sneg v Armeniji in uveljavil strogo disciplino, dezerterje pa kaznoval s smrtjo. Hkrati pa je pazil, da je bil nenehno prisoten med svojimi možmi in delil njihove težave.
Medtem je Tiridat, podprt s strani svojega brata, zavrnil odhod v Rim in se celo vključil v operacije proti tistim Armencem, za katere je menil, da so zvesti Rimu. Napetost se je stopnjevala in končno, v zgodnji pomladi leta 58, je izbruhnila vojna.

## Izbruh vojne — Rimska ofenziva
Korbulon je postavil veliko število svojih pomožnih enot v vrsto utrdb blizu armenske meje pod nekdanjim častnikom primus pilus Paccijem Orfitom. Neupoštevajoč Korbulonova navodila je uporabil nekaj novo prispelih pomožnih konjeniških alae za izvedbo napada proti Armencem, ki so se zdeli nepripravljeni. Vendar pa je njegov napad propadel, umikajoče se čete pa so celo razširile paniko med garnizijami drugih utrdb. To je bil neugoden začetek kampanje in Korbul je strogo kaznoval preživele in njihove poveljnike.
Potem, ko je dve leti uril svojo vojsko, je bil Korbul kljub tej nesreči pripravljen. Na razpolago je imel tri legije (III Gallica in VI Ferrata iz Sirije ter IV Scythica), katerim je bilo dodano veliko število pomožnih enot in zavezniških kontingentov vzhodnih kraljev-klientov, kot sta Aristobul iz Halkide v Mali Armeniji in Polemon II. Pontski. Položaj je bil Rimljanom še bolj naklonjen: Vologaz se je soočal z resnim uporom Hirkancev v regiji Kaspijskega morja, pa tudi z vpadi nomadov Dahae in Sacae iz Srednje Azije in ni mogel podpreti svojega brata.
Vojna je doslej v glavnem vključevala manjše spopade ob rimsko-armenski meji. Korbul je poskušal zaščititi pro-rimske armenske naselbine pred napadi in se hkrati maščeval podpornikom Partov. Glede na to, da se je Tiridat izogibal spopadu v odprti bitki, je Korbul razdelil svoje sile, da bi lahko istočasno napadli več kraje, in naročil svojim zaveznikom, kraljema Antiohu IV. Komagenskemu iz Komagene in Farasmanu I. Iberskemu iz Kavkaške Iberije, naj napadeta Armenijo s svojih ozemelj. Poleg tega je bilo sklenjeno zavezništvo z Moschoi, plemenom, ki je živelo v severozahodni Armeniji.
Tiridat se je odzval tako, da je poslal odposlance, da bi vprašal, zakaj je napaden, saj so bili talci že dani. Na to je Korbul ponovil zahtevo, naj Tiridat poišče priznanje svoje krone od cesarja Nerona. Sčasoma sta se strani dogovorili za srečanje. Tiridat je napovedal, da bo na srečanje pripeljal 1.000 mož, kar je pomenilo, da bi moral Korbul pripeljati enako število mož "na miren način, brez oklepov in čelad". Tacit namiguje, da je Tiridat nameraval napasti Rimljane, saj bi bila partska konjenica v vsakem primeru superiorna enakemu številu rimske pehote. Vsekakor se je Korbul v demonstraciji moči odločil, da bo s seboj vzel večji del svojih sil, ne le IV Ferrata, ampak tudi 3.000 mož iz III Gallica ter še pomožne enote. Tiridat se je prav tako pojavil na dogovorjenem mestu, vendar, ko je videl Rimljane v polni bojni pripravljenosti in jim ni zaupal, se ni približal in se je ponoči umaknil. Tiridat se je nato zatekel k taktiki, ki je dobro delovala stoletje prej proti Marku Antoniju: poslal je sile, da bi napadle oskrbovalno pot rimske vojske, ki se je raztezala čez gore nazaj do Trapezusa ob Črnem morju. Vendar jim ni uspelo, saj so Rimljani poskrbeli za zavarovanje gorskih poti z vrsto utrdb.

### Padec Artaksate
Korbul se je zdaj odločil neposredno napasti Tiridatove utrjene trdnjave. Ne samo, da so bile ključne za nadzor nad okoliško deželo ter viri prihodkov in vojakov, ampak bi jih ogrožanje lahko prisililo Tiridata, da tvega odprto bitko, saj, po besedah zgodovinarja A. Goldsworthyja, "kralj, ki ni mogel braniti skupnosti, ki so mu bile zveste [...] je izgubil ugled." Korbul in njegovi podrejeni so uspešno zavzeli tri od teh utrdb,vključno z Volandumom (morda sodobni Iğdır), "najmočnejšim od vseh v tej provinci" po Tacitu, v enem dnevu z minimalnimi žrtvami in pobili njihove garnizije. Prestrašeni zaradi tega prikaza rimske moči so se predala številna mesta in vasi, Rimljani pa so se pripravljali na premik proti severni armenski prestolnici, Artaxati.
To je prisililo Tiridata, da se je z vojsko soočil z Rimljani, ko so se približevali Artaxati. Rimska sila, okrepljena z veksilacijo legije X Fretensis]], je marširala v votlem kvadratu, z legijami, podprtimi s pomožnimi konjeniki in peš lokostrelci. Rimski vojaki so imeli stroga navodila, naj ne prekinjajo formacije, in kljub ponavljajočim se preizkusnim napadom in [simuliranim umikom partskih konjeniških lokostrelcev so se držali skupaj do noči. Ponoči je Tiridat umaknil svojo vojsko in zapustil svojo prestolnico; njeni prebivalci so se takoj predali in jim je bilo dovoljeno oditi nemoteno, vendar je bilo mesto požgano, saj Rimljani niso mogli zagotoviti dovolj mož za njegovo garnizijo.

### Padec Tigranocerte
Leta 59 so Rimljani odkorakali na jug, proti Tigranocerti, drugemu glavnemu mestu Armenije. Na poti so Corbulojevi možje kaznovali tiste, ki so se jim upirali ali se skrivali pred njimi, medtem ko so bili tisti, ki so se predali, deležni prizanesljivosti. Na suhem, neplodnem terenu severne Mezopotamije je vojska trpela zaradi pomanjkanja zalog, zlasti vode, dokler niso dosegli rodovitnejših območij blizu Tigranocerte. V tem času je bila odkrita in zatrta zarota za umor Corbulona. Več armenskih plemičev, ki so se pridružili rimskemu taboru, je bilo vpletenih in usmrčenih. Po zgodbi, ki jo je podal Frontinus, so Rimljani, ko je rimska vojska prispela v Tigranocerto, vrgli odsekano glavo enega od zarotnikov v mesto. Po naključju je pristala ravno tam, kjer se je zbral mestni svet; takoj so se odločili, da se mesto preda, kar je posledično prihranilo mesta razdejanja. Kmalu zatem je poskus partske vojske pod kraljem Vologazom, da bi vstopila v Armenijo, blokiral Verulan Sever, poveljnik pomožnih enot.
Rimljani so zdaj nadzorovali Armenijo in so takoj postavili njenega novega kralja, Tigrana VI., zadnjega potomca kapadoške kraljeve hiše, v Tigranocerti. Nekateri oddaljeni zahodni deli Armenije so bili prav tako prepuščeni rimskim vazalom. Corbulo je pustil 1.000 legionarjev, tri pomožne kohorte in dve konjeniški alae (približno 3-4.000 mož) za podporo novemu monarhu in se z ostalo vojsko umaknil v Sirijo, katere guvernerstvo je zdaj (leta 60 n. št.) prevzel kot nagrado za svoj uspeh.

## Partski protinapad
Rimljani so se dobro zavedali, da je njihova zmaga še vedno krhka in da takoj, ko se bo partski kralj spopadel s hirkanijskim uporom, bo svojo pozornost usmeril na Armenijo. Kljub Vologazovi nenaklonjenosti tvegati vsesplošen konflikt z Rimom, je bil na koncu prisiljen ukrepati, ko je Tigranes leta 61 napadel partsko provinco Adiabene. Razjarjenih protestov njenega guvernerja Monobaza in njegovih prošenj za zaščito Vologaz ni mogel prezreti, saj sta bila na kocki njegov ugled in kraljevska avtoriteta. Vologaz je zato naglo sklenil pogodbo s Hirkanci, da bi bil prost za kampanjo proti Rimu in sklical zbor veljakov svojega kraljestva. Tam je javno potrdil Tiridatov položaj kot kralja Armenije, tako da ga je okronal z diademom. Da bi ponovno postavil svojega brata na armenski prestol, je partski kralj zbral silo izbranih konjenikov pod Monaesom, dopolnjeno s pehoto iz Adiabene.
V odgovor je Korbul poslal legiji IV Scythica in XII Fulminata v Armenijo, medtem ko je preostale tri legije pod svojim poveljstvom (III Gallica, VI Ferrata in XV Apollinaris) podrobno razporedil za utrditev črte reke Evfrat, saj se je bal, da bi Parti lahko napadli Sirijo. Hkrati je zaprosil Nerona, naj imenuje ločenega legata za provinco Kapadokijo, z odgovornostjo za vodenje vojne v Armeniji.

### Partsko obleganje Tigranocerte
Monaeses je medtem vstopil v Armenijo in se približal Tigranocerti. Tigran VI. je poskrbel za zbiranje zalog, mesto pa je bilo dobro utrjeno in garnizirano tako z Rimljani kot z Armenci. Obleganje je v veliki meri izvedel adiabenski kontingent, saj Parti, ki so bili konjeniki, niso bili vešči in niso bili pripravljeni sodelovati pri obleganju. Partski napad ni uspel in je bil z izgubami odbit z uspešnim rimskim izpadom. Na tej točki je Korbul poslal odposlanca k Vologazu, ki je taboril s svojim dvorom v Nisibisu, blizu Tigranocerte in rimsko-partske meje. Neuspešno obleganje in pomanjkanje krme za njegovo konjenico sta prisilila Vologaza, da se je strinjal z umikom Monaesa iz Armenije. Hkrati pa so tudi Rimljani zapustili Armenijo, kar je po Tacitu vzbudilo sume glede Korbulovih motivov: nekateri so šepetali, da je dosegel dogovor o medsebojnem umiku s Parti in da ni bil pripravljen tvegati svojega ugleda z obnovo sovražnosti proti njim. Vsekakor je bilo dogovorjeno premirje in partsko poslanstvo je bilo poslano v Rim. Pogajanja niso dosegla dogovora in vojna se je nadaljevala spomladi leta 62.
Medtem je prispel novi guverner (prokonzul) Kapadokije in sicer Lucij Cezenij Paetus, konzul prejšnjega leta (61 n. št.). Vojska je bila razdeljena med njega in Korbula, pri čemer so IV Scythica, XII Fulminata, na novo prispela V Macedonica in pomožne enote iz Ponta, Galatije in Kapadokije šle k Petu, medtem ko je Korbul obdržal III Gallica, VI Ferrata in X Fretensis. Zaradi njunega tekmovanja za slavo so bili odnosi med obema rimskima poveljnikoma od začetka napeti. Pomembno je, da je Korbul obdržal legije, s katerimi je preživel zadnjih nekaj let kampanje in svojemu kolegu – ki naj bi navsezadnje vodil glavno kampanjo – dal manj izkušene enote. Skupna rimska sila, zbrana proti Partom, je bila kljub temu precejšnja: samo šest legij je štelo okoli 30.000 mož. Natančno število in razporeditev pomožnih enot je nejasna, vendar je bilo samo v Siriji sedem konjeniških alae in sedem pehotnih kohort, kar je obsegalo silo 7.000-9.000 vojakov.

### Bitka pri Rhandeii
Lucij Cezenij Paetus je bil kljub temu prepričan v zmago in je po partski napovedi vojne in zavzetju Tigranocerte sledil s svojo invazijo na Armenijo, medtem ko je Corbulo ostal v Siriji in nadaljeval z utrjevanjem utrdb na evfratski meji. Paetus je imel s seboj le dve legiji, IV Scythica in XII Fulminata, in je napredoval proti Tigranocerti. Zavzetih je bilo nekaj manjših utrdb, vendar ga je pomanjkanje zalog prisililo k umiku proti zahodu za zimo.
Parti so prvotno nameravali napasti Sirijo, vendar je Corbulo prepričljivo pokazal vojaško moč, zgradil močno flotiljo ladij, opremljenih s katapulti in most čez Evfrat, kar mu je omogočilo vzpostavitev oporišča na partski obali. Zato so Parti opustili svoje načrte za Sirijo in svojo pozornost preusmerili na Armenijo. Tam je Paetus razpršil svoje sile in svojim častnikom podelil podaljšane dopuste, tako da ga je partski napad presenetil. Ko je izvedel za to, je sprva napredoval, da bi se srečal z Vologasesom, vendar se je po porazu izvidniškega oddelka prestrašil in se naglo umaknil. Paetus je poslal svojo ženo in sina na varno v trdnjavo Arsamosata in poskušal blokirati partski napad z zasedbo prelazov gorovja Taurus z oddelki svoje vojske. S tem pa je še bolj razpršil svoje sile, ki so jih nato Parti posamično premagali. Rimska morala je padla in med vojsko, ki je bila zdaj oblegana v vrsti naglo postavljenih taborov blizu Rhandeie, je zavladala panika. Paetus, ki je očitno zapadel v obupno neaktivnost, je poslal nujna sporočila Corbulu, naj mu pride na pomoč.
Corbulo se je medtem zavedal nevarnosti, s katero se je soočal njegov kolega in je del svojih sil postavil v pripravljenost, vendar ni odšel, da bi se pridružil Paetusu in nekateri so ga obtožili, da je odlašal, da bi si pridobil več slave z reševanjem. Kljub temu, ko so prispele prošnje za pomoč, se je hitro odzval in odšel z polovico sirske vojske, ki je nosila veliko zalog, naloženih na kamelah. Kmalu je srečal razpršene može Paetusove vojske in jih uspel zbrati okoli svoje sile. Toda preden je lahko prispel na pomoč, se je Paetus predal: Parti, zavedajoč se, da se bliža pomoč, so Rimljane vse bolj nadlegovali, dokler Paetus ni bil prisiljen poslati pismo Vologasesu, da bi poiskal pogoje. Posledična pogodba je bila ponižujoča: Rimljani ne bi le zapustili Armenije in predali vseh utrdb, ki so jih imeli, ampak so se tudi strinjali, da bodo zgradili most čez bližnjo reko Arsanias, čez katerega bi Vologases lahko zmagoslavno prečkal, sedeč na slonu. Poleg tega so Armenci temeljito oplenili rimsko vojsko, ki so ji vzeli celo rimsko orožje in oblačila, ne da bi naleteli na kakršen koli odpor. Še huje, po govoricah, ki jih je poročal Tacit, so bili Rimljani prisiljeni iti pod jarem, kar je bil v rimskih očeh znak skrajnega ponižanja.
Obe rimski sili sta se srečali na bregovih Evfrata blizu Melitene, sredi prizorov medsebojne žalosti; medtem ko je Corbulo objokoval uničenje svojih dosežkov, ga je Paetus poskušal prepričati, naj poskusi obrniti situacijo z invazijo na Armenijo. Corbulo pa je zavrnil, trdeč, da nima pooblastil za to in da je vojska tako ali tako preveč izčrpana, da bi lahko učinkovito vodila kampanjo. Na koncu se je Paetus umaknil v Kapadokijo in Corbulo v Sirijo, kjer je sprejel odposlance Vologasesa, ki so zahtevali, da evakuira svoj mostišče čez Evfrat. Corbulo pa je zahteval partsko evakuacijo Armenije. Vologases se je s tem strinjal in obe strani sta umaknili svoje sile, s čimer je Armenija ponovno ostala brez gospodarja, vendar de facto pod partskim nadzorom, dokler partsko odposlanstvo ni moglo potovati v Rim.

## Corbulova vrnitev in mirovna poravnava
Rim je bil v tem času v veliki meri neobveščen o resničnem stanju v Armeniji. Tacit kislo ugotavlja, da so "trofeje za partsko vojno in slavoloki bili postavljeni v središču kapitolskega griča" po odloku senata, čeprav vojna še ni bila odločena. Kakršne koli iluzije je imelo rimsko vodstvo, so bile razblinjene s prihodom partskega odposlanstva v Rim spomladi leta 63. Njihove zahteve in kasnejše zaslišanje centuriona, ki jih je spremljal, so Neronu in senatu razkrile pravi obseg katastrofe, ki jo je Paetus prikril v svojih depešah. Kljub temu so se Rimljani po Tacitovih besedah odločili "sprejeti nevarno vojno namesto sramotnega miru"; Paetus je bil odpoklican, Corbulo pa je bil ponovno postavljen na čelo kampanje v Armeniji, z izrednim imperiumom, ki ga je postavil nad vse druge guvernerje in odvisne vladarje na Vzhodu. Corbulovo mesto guvernerja Sirije je bilo zaupano Gaiusu Cestiusu Gallusu.
Corbulo je preuredil svoje sile, umaknil poraženi in demoralizirani legiji IV Scythica in XII Fulminata v Sirijo, pustil X Fretensis, da varuje Kapadokijo, in vodil svoji veteranski legiji III Gallica in VI Ferrata v Melitene, kjer naj bi se zbrala invazijska vojska. Tem je dodal tudi V Macedonica, ki je ostala v Pontu skozi preteklo leto in ni bila okužena s porazom, na novo prispelo XV Apollinaris in veliko število pomožnih enot in kontingentov odvisnih kraljev.
Ko je njegova vojska prečkala Evfrat, po poti, ki jo je odprl Lucullus pred več kot sto leti, je prejel odposlance od Tiridata I. in Vologasa I.. Ob približevanju tako velike sile in zavedajoč se Korbulove sposobnosti kot generala, sta se Arsakida želela pogajati. Dejansko je Korbul, nedvomno po navodilih Nerona, ponovil staro rimsko stališče: če bi Tiridat sprejel svojo krono od Rima, bi se ponovna vojna lahko preprečila. Tiridat se je zlahka strinjal s pogajanji in Rhandeia, prizorišče lanskega rimskega poraza, je bila dogovorjena kot kraj srečanja. Za Armence je bil ta kraj namenjen kot opomin na njihovo moč, medtem ko se je Korbul strinjal z njim, ker je tam upal, da bo izbrisal prejšnjo sramoto z mirom ali vojno. Ko je bil tam, je Korbul postavil Paetovega sina, ki mu je služil kot legat, na čelo skupine, ki naj bi zbrala ostanke rimskih vojakov in jim zagotovila primeren pokop. Na dogovorjeni dan sta se Tiridat in Korbul, vsak v spremstvu 20 konjenikov, srečala med obema taboroma. Tiridat se je strinjal, da bo potoval v Rim in iskal potrditev svoje krone od Nerona. V znak tega dogovora sta nekaj dni kasneje obe vojski prikazali razstavo, razporejeni v polni paradni opremi. Tiridat se je približal rimskemu taboru, kjer je bil na dvignjeni ploščadi postavljen kip cesarja Nerona in v pokornosti položil svojo kraljevo diademo k njegovim nogam.

## Posledice
Leta 66 je Tiridat I.obiskal Rim, da bi prejel svojo krono in bil razkošno sprejet s strani Nerona, ki je priložnost izkoristil za povečanje lastne priljubljenosti. Naročil je zaprtje vrat templja Janusa, s čimer je razglasil, da po celotnem Rimskem cesarstvu vlada mir.
Neron je ta mir praznoval kot velik dosežek: bil je pozdravljen kot imperator in je imel triumf, čeprav ni bilo osvojeno nobeno novo ozemlje in mir je odražal kompromis in ne resnično zmago. Kajti čeprav je Rim lahko vojaško prevladal v Armeniji, politično ni imel resničnih alternativ arsakidski kandidaturi za armenski prestol. Armeniji bi odslej vladala iranska dinastija in kljub nominalni zvestobi Rimu bi prišla pod vse večji partski vpliv. Po presoji kasnejših generacij je "Neron izgubil Armenijo", in čeprav je mir v Rhandeiji uvedel obdobje relativno mirnih odnosov, ki bo trajalo 50 let, bo Armenija še naprej ostala stalno jabolko spora med Rimljani, Parti in njihovimi sasanidskimi nasledniki. Kratkoročno pa je bil mir, ki ga je Neron zagotovil, ohranjen z obeh strani, tudi medtem ko je bila večina rimskih vzhodnih sil vpletena v zatiranje judovskega upora.
Kar zadeva Korbula, ga je Neron počastil kot človeka, ki je prinesel ta "triumf", vendar sta ga njegova priljubljenost in vpliv v vojski naredila za potencialnega tekmeca. Skupaj z vpletenostjo njegovega zeta Lucija Anija Vinicijana v spodletelo zaroto proti Neronu leta 66 je Korbulon postal sumljiv v očeh cesarja. Leta 67, med potovanjem po Grčiji, mu je Neron ukazal usmrtitev; ko je to slišal, je Korbulon storil samomor.
Vojna je Rimljanom tudi pokazala, da obrambni sistem na vzhodu, kot ga je vzpostavil Avgust, ni bil več ustrezen. Tako so v naslednjih letih sledile velike reorganizacije rimskega vzhoda: klientelna kraljestva Ponta in Kolhide (leta 64 n. št.), Kilikije, Komagene in  Male Armenije (leta 72 n. št.) so postala rimske province, število legij na območju se je povečalo, rimska prisotnost v kavkaških klientelnih državah kavkaška Iberija in kavkaška  Albanija pa se je okrepila z namenom strateškega obkroženja kraljevine Armenije. Neposredni rimski nadzor se je razširil na celotno črto Evfrata, kar je pomenilo začetek vzhodnega limesa, ki je preživel do muslimanskih osvojitev v 7. stoletju.